# Werner Henle
Werner Henle (geboren 27. August 1910 in Dortmund; gestorben 6. Juli 1987 in Bryn Mawr, Pennsylvania) war ein deutscher Virologe.

## Leben
Werner Henle war ein Sohn des Chirurgen Adolf Henle und der Enkel von Jakob Henle. Seine Geschwister Annemarie Henle Pope und Fritz Henle mussten ebenfalls vor der rassistischen Verfolgung aus Deutschland fliehen. Er studierte Medizin und promovierte in Heidelberg. Dort traf er seine Frau Gertrude Szpingier, ebenfalls promovierte Medizinerin. Beide emigrierten 1936 in die USA und heirateten 1937. Die Ehe blieb kinderlos.
Henle war seit 1936 an der Universität von Pennsylvania und ab 1939 zugleich am Kinderkrankenhaus von Philadelphia tätig. Gemeinsam mit seiner Frau konnte Henle einige grundlegende Entdeckungen im Bereich der Virus-Diagnostik erzielen. So konnten sie in den 1960er Jahren einen Zusammenhang zwischen dem Epstein-Barr-Virus  und dem Burkitt-Lymphom aufzeigen. Gemeinsam mit Joseph Stokes Jr. zeigten sie die Wirksamkeit von Gamma-Globuline gegen Hepatitis-Infektionen. Schließlich arbeiteten sie erfolgreich auf dem Gebiet der Schnelldiagnostik für Mumps. 1982 trat das Ehepaar an der Universität in Ruhestand, setzte die Forschungsarbeiten am Kinderkrankenhaus aber fort.
In den Jahren 1962/1963 fungierte Werner Henle als Präsident der American Association of Immunologists. Er erhielt für seine Tätigkeit unter anderem 1971 gemeinsam mit seiner Frau den Robert-Koch-Preis, 1975 den William B. Coley Award und 1979 den damals mit 25.000 US-Dollar dotierten Bristol-Myers Squibb Award. Ebenfalls im Jahr 1979 wurde er zum Mitglied der Leopoldina gewählt. Seit 1975 war er Mitglied der National Academy of Sciences.

## Schriften
- mit Vincent Groupé, Gertrude Henle und anderen: The viruses of human epidemic influenza and related problems, Philadelphia 1944.
- mit Joseph Zellat: Protection against influenza virus by passive means and by an aerosol, Philadelphia 1941.